# JSM Challenger of Champaign-Urbana 2010
Il JSM Challenger of Champaign-Urbana 2010 è stato un torneo professionistico di tennis maschile giocato sul cemento indoor, che faceva parte dell'ATP Challenger Tour 2010. Si è giocato a Champaign negli USA dal 15 al 21 novembre 2010.

## Partecipanti

### Teste di serie
| Nazionalità | Giocatore          | Ranking* | Testa di serie |
| ----------- | ------------------ | -------- | -------------- |
| Giappone    | Kei Nishikori      | 120      | 1              |
| Australia   | Peter Luczak       | 143      | 2              |
| Australia   | Carsten Ball       | 154      | 3              |
| Sudafrica   | Izak van der Merwe | 172      | 4              |
| Stati Uniti | Bobby Reynolds     | 180      | 5              |
| Stati Uniti | Alex Bogomolov Jr. | 198      | 6              |
| Stati Uniti | Lester Cook        | 208      | 7              |
| Ecuador     | Giovanni Lapentti  | 218      | 8              |

- Ranking all'8 novembre 2010.

### Altri partecipanti
Giocatori che hanno ricevuto una wild card:
- Amer Delić
- Steve Johnson
- Dennis Nevolo
- Abraham Souza
- Nicholas Monroe (Special Exempt)
- Fritz Wolmarans

Giocatori passati dalle qualificazioni:
- Andrew Anderson
- Chris Eaton
- John Paul Fruttero
- Luka Gregorc

## Campioni

### Singolare
Alex Bogomolov Jr. ha battuto in finale  Amer Delić con il punteggio di 5–7, 7–6(7), 6–3.

### Doppio
Raven Klaasen /  Izak van der Merwe hanno battuto in finale  Ryler DeHeart /  Pierre-Ludovic Duclos con il punteggio di 4–6, 7–6(2), [10–4].